# Andrena ramaleyi
Andrena ramaleyi är en biart som beskrevs av Cockerell 1931. Andrena ramaleyi ingår i släktet sandbin, och familjen grävbin. Inga underarter finns listade i Catalogue of Life.